# Niezwykłe wakacje
Niezwykłe wakacje / Żabusiu, gdzie jesteś? (ang. A Plumm Summer, 2007) – amerykański film wyreżyserowany przez Caroline Zelder w Polsce emitowany na kanale ZigZap. Wydany na DVD pod tytułem Żabusiu, gdzie jesteś?.

## Opis fabuły
Film opowiada o dwóch braciach. Elliott (13 lat) poznaje córkę policjanta, którzy wprowadzili się do domu obok. Zaś Rocky (5 lat) jest wielkim fanem Froggy'ego Doo; ulubieńca dziecięcej publiczności. Pewnego dnia Froggy zostaje porwany. W poszukiwania angażują się Elliott, Rocky i Haley...

## Obsada
- Jeff Daniels jako Narrator
- William Baldwin jako Mick Plumm
- Henry Winkler jako Happy Herb
- Lisa Guerrero jako Roxie Plumm
- Chris Massoglia jako Elliott Plumm
- Owen Pearce jako Rocky Plumm
- Morgan Flynn jako Haley Dubois
- Brenda Strong jako Viv
- Tim Quill jako Wayne Dubois
- Peter Scolari jako Agent Hardigan
- Rick Overton jako Agent Brinkman
- Richard Riehle jako Art Bublin
- Clint Howard jako Binky the Clown
- Gavin Black jako Wally
- Ben Trotter jako Orin